# Sacedoncillo (Cuenca)
Sacedoncillo es una localidad española, hoy día despoblada, ubicada en el término municipal de Villar de Domingo García, perteneciente a la provincia de Cuenca, en la comunidad autónoma de Castilla-La Mancha.

## Historia
A mediados del siglo XIX, el lugar, por entonces con ayuntamiento propio, tenía contabilizada una población de 99 habitantes. La localidad aparece descrita en el decimotercer volumen del Diccionario geográfico-estadístico-histórico de España y sus posesiones de Ultramar de Pascual Madoz de la siguiente manera:

SACEDONCILLO: v. con ayunt. en la prov.; dióc. y part. jud. de Cuenca (3 leg.), aud. terr. de Albacete (24), y c. g. de Castilla la Nueva Madrid (22). sit. en terreno llano bien ventilado y poco propenso á enfermedades. Consta de 25 casas, escuela de primeras letras, concurrida por 6 ó 7 niños, retribuida por los mismos; una fuente de buenas aguas próxima á la pobl., de la que se surten los vec.; igl. parr. matriz, servida por un cura de entrada. El térm. confina con el de Villar de Domingo Garcia y Fuentes Claras: su terreno es llano y de buena calidad, parte reducido á cultivo y lo restante para pastos, y un pinar maderable; le baña un pequeño arroyo. Los caminos son locales y en mediano estado. prod.: trigo, cebada, centeno, avena y algunas legumbres y hortalizas; se cria ganado lanar y poco cabrio; caza de liebres, perdices, conejos y alguna de mayor. pobl.: 25 vec., 99 almas. cap. prod.: 299,450 rs. imp.: 14,973 reales.
(Madoz, 1849, p. 611)

El municipio de Sacedoncillo desapareció en 1970, al ser incorporado al término municipal de Villar de Domingo García. La localidad es un despoblado.

## Demografía
| Gráfica de evolución demográfica de Sacedoncillo entre 1842 y 1960 |
| |
| Población de derecho según los censos de población del INE Población de hecho según los censos de población del INEEntre el censo de 1857 y el anterior, crece el término del municipio porque incorpora a Noheda Entre el censo de 1970 y el anterior, este municipio desaparece porque se integra en el municipio Villar de Domingo García |